# Jonas Brodin
Jonas Emil Christer Brodin (Karlstad, 12 luglio 1993) è un hockeista su ghiaccio svedese.

## Palmarès

### Mondiali
- 1 medaglia:
  - 1 oro (Germania/Francia 2017)